# Honey Sweet Love
Honey Sweet Loveés una pel·lícula italiana de comèdia, drama i romanç de 1994, dirigida per Enrico Coletti, que al seu torn la va escriure al costat de Duilio Coletti, musicalizada per Andrea Guerra, en la fotografia va estar Roberto Benvenuti i els protagonistes són Ben Cross, Eli Wallach i Jo Champa, entre d'altres. Va ser produïda per C.P. Coletti Productions i Reteitalia.

## Argument
En un lloc sicilià no especificat, l'any 1943 els soldats nord-americans que van arribar després de desembarcar a Sicília durant la Segona Guerra Mundial van col·laborar amb les autoritats locals per a algunes intervencions necessàries a la zona amb finalitats d'acció militar. Pearson, l'oficial que dirigeix les operacions, immediatament no li agrada Carmelo Rosario per qüestions relacionades amb el comandament de les directrius que s'han de prendre i nega estrictament que ningú prengui decisions sense el seu permís.
Carmelo Rosario és l'alcalde del lloc i està casat amb la jove i encantadora Maria Addolorata que provoca en Pearson una profunda emoció dictada pel sentiment, de fet cada vegada que hi ha una ocasió en què els dos intercanvien mirades intenses, tots dos es veuen aclaparats per un emoció de passió mútua.
Don Siro és el rector de la vila i, sense tenir desacord amb Pearson, assenyala a l'oficial les necessitats de la població en substitució de Carmelo Rosario; Pearson, després de veure Maria Addolorata, està disposat a atorgar a l'alcalde les autoritzacions per a les obres de manteniment que havien acordat prèviament, però amb la condició que Carmelo Rosario se'n faci responsable i que no hagi d'abandonar l'obra per cap cas. motiu durant tota la durada del treball.horari laboral.
Per assegurar-se que Carmelo Rosario es quedi allunyat de casa, Pearson obliga a Don Siro a mantenir-lo sota vigilància, ja que l'oficial té previst aprofitar-se de Maria Addolorata que, havent quedat perpètuament sola, és presa del festeig de l'oficial; malgrat la petició totalment immoral, Don Siro accepta sotmetre's al xantatge de Pearson pel bé de la població.
La intensa passió que va esclatar entre Pearson i Maria Addolorata els portarà, un cop acabat el conflicte, a fugir junts.

## Repartiment
- Ben Cross: Pearson
- Jo Champa: Maria Addolorata
- Eli Wallach: don Siro
- Luigi Montini: Carmelo Rosario
- Luigi Petrucci: Capità Canonero
- Tiberio Murgia: el sagristà
- Raoul Bellucci: sergent major
- Roberto Ruggeri: Peppinuccio
- John Evans: Winston Churchill
- Donald Hodson: Ted Fisher
- Donald O'Brien: l'oficial
- Cyrus Elias: el cap dels focs artificials
- John Karlsen: John Atherton
- John Russell Hobson: el tinent anglès
- Timothy Martin: tinent nord-americà